# Гарти, Нетта
Нетта Гарти (ивр. נטע גרטי‎, род. 20 марта 1980, Тель-Авив) — израильская актриса.

## Биография
Гарти родилась и живёт в Тель-Авиве, Израиль, в семье евреев из Болгарии. 
Она сыграла роль Куки в израильском телесериале «Арбитр». Она дважды была номинирована на премию Израильской киноакадемии: в 2004 году она была номинирована на премию «Лучшая актриса» за роль Николь Шушан в фильме «Поверните налево на конце света», а в 2007 году — на премию «Лучшая актриса второго плана» за роль молодой Рейчел Бренер в фильме «Расплата». Она также сыграла главную роль в фильме 2007 года «Любовная жизнь» режиссёра Марии Шрадер.
Она играет жену израильского тайного сотрудника контртеррористической службы в израильском политическом триллере «Фауда». 
В 2021 году она приняла участие во втором сезоне шоу «Певец в маске» в роли Устрицы и стала четырнадцатой выбывшей участницей.

## Фильмография

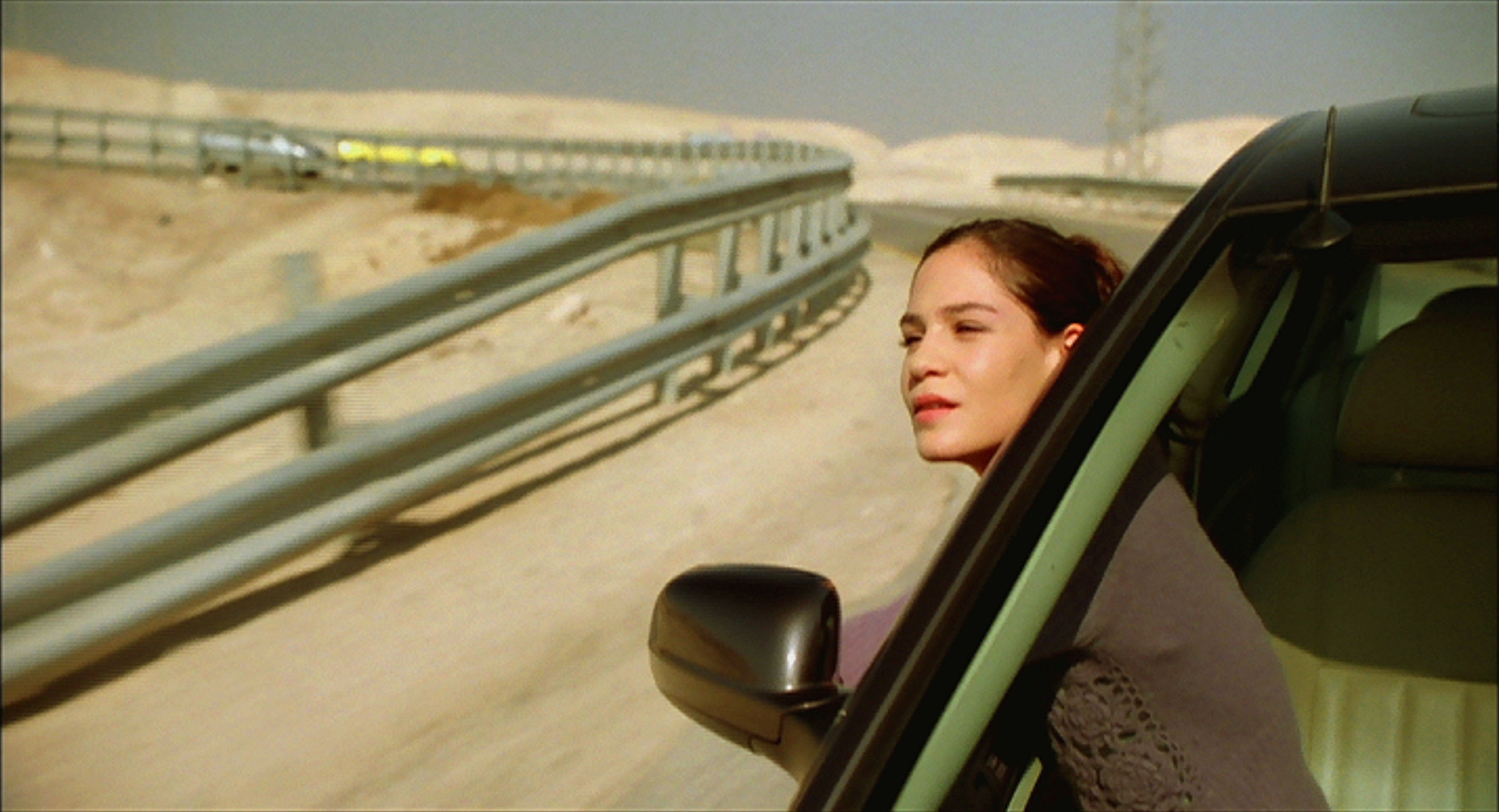
Нетта Гарти в Любовная жизнь (2007)

- Хорошие парни[ивр.] (телесериал) — Ли
- Поверните налево на конце света[англ.] (2004) — Николь Шушан
- Тропик Венеры[ивр.] (2005) — Нога Кохави
- Любовная жизнь[англ.] (2007) — Яара
- Только собаки бегают свободно[ивр.] (2007)
- Расплата[англ.] (2007) — молодая Рахель Бренер
- Арбитр[англ.] (телесериал) — Лимор «Куки» Гольдман
- Фауда (телесериал) — Гали Кабилио
- Подойди ближе[англ.] (2024) — Мать